# Llista de batlles de Barcelona
El batlle o alcalde de Barcelona és la màxima autoritat política de l'Ajuntament de Barcelona. D'acord amb la Llei Orgànica 5/1985, de 19 de juny, del Règim Electoral General (actualment en vigor) el batlle és elegit per la corporació municipal de regidors, que al seu torn són elegits per sufragi universal pels ciutadans de Barcelona amb dret a vot, mitjançant eleccions municipals celebrades cada quatre anys. En la mateixa sessió de constitució de la corporació es procedeix a l'elecció del batlle, podent ésser candidats tots els regidors que encapçalen les corresponents llistes. És proclamat electe el candidat que obté la majoria absoluta dels vots. Si cap obté aquesta majoria, és proclamat batlle el regidor que encapçala la llista més votada pels ciutadans.
L'ajuntament de Barcelona ha tingut un total de 119 batlles des de la seva refundació moderna el 1835, incloent-hi l'actual batlle, Jaume Collboni. El primer batlle de la ciutat va ser Josep Maria de Cabanes, que va ocupar el càrrec durant sis mesos, entre novembre de 1835 i abril de 1836. L'any 2015, amb la 199a elecció, Barcelona va comptar amb la primera batllessa que ha tingut la ciutat, en la persona d'Ada Colau Ballano.
El tractament protocol·lari per a qualsevol batlle de Catalunya és el d'Il·lustríssim/a Senyor/a. El de Barcelona és, però, una excepció, ja que se l'ha d'anomenar Excel·lentíssim/a Senyor/a.

## Llista de batlles de Barcelona
Relació històrica de batlles de Barcelona:
| Núm. | Batlle | Batlle                              | Inici mandat         | Fi mandat             | Partit polític     | Partit polític                      |
| ---- | ------ | ----------------------------------- | -------------------- | --------------------- | ------------------ | ----------------------------------- |
| 1    |        | Josep Marià de Cabanes i d'Escofet  | Novembre 1835        | Abril 1836            |                    |                                     |
| 2    |        | Marià Vehils                        | Abril 1836           | Octubre 1836          |                    |                                     |
| 3    |        | Marià Borrell                       | Octubre 1836         | Juny 1837             |                    |                                     |
| 4    |        | Guillem Oliver i Salvà              | Juny 1837            | Maig 1839             |                    |                                     |
| 5    |        | Francesc Coll i Jové                | Maig 1839            | Agost 1839            |                    |                                     |
| 6    |        | Jacint Feliu Domènech i Sastre      | Agost 1839           | Juny 1840             |                    |                                     |
| 7    |        | Josep Maluquer i Montardit          | Juny 1840            | Gener 1841            |                    |                                     |
| 8    |        | Ramon Ferrer i Garcés               | Gener 1841           | Novembre 1841         |                    |                                     |
| 9    |        | Tomàs Maria de Quintana i Badia     | Novembre 1841        | Gener 1842            |                    |                                     |
| 10   |        | Josep Maria de Freixes i de Borràs  | Gener 1842           | Abril 1843            |                    |                                     |
| 11   |        | Josep Maluquer i Montardit          | Abril 1843           | Novembre 1843         |                    |                                     |
| 12   |        | Josep Bertran i Ros                 | Novembre 1843        | Gener 1844            |                    |                                     |
| 13   |        | Josep Parladé i Llucià              | Gener 1844           | Gener 1846            |                    |                                     |
| 14   |        | Erasme de Janer i de Gònima         | Gener 1846           | Agost 1846            |                    |                                     |
| 15   |        | Tomàs Metzger i Milans              | 5 d'agost de 1846    | 8 de setembre de 1847 |                    |                                     |
| 16   |        | Pere Bardají i Balanzat             | Setembre 1847        | Febrer 1848           |                    |                                     |
| 17   |        | Domingo Portefaix y Páez            | Febrer 1848          | Gener 1849            |                    |                                     |
| 18   |        | Sebastià Garcia i Pego              | Gener 1849           | Febrer 1849           |                    |                                     |
| 19   |        | Joan Pérez i Calvo                  | Febrer 1849          | Febrer 1851           |                    |                                     |
| 20   |        | Ramon de Paternó                    | Febrer 1851          | Desembre 1851         |                    |                                     |
| 21   |        | Santiago Lluís Dupuy de Lôme        | Desembre 1851        | Desembre 1852         |                    |                                     |
| 22   |        | Josep Bertran i Ros                 | Desembre 1852        | Gener 1854            |                    |                                     |
| 23   |        | Antoni Aherán                       | Gener 1854           | Setembre 1854         |                    |                                     |
| 24   |        | Ramon Ferrer i Garcés               | Setembre 1854        | Novembre 1854         |                    |                                     |
| 25   |        | Antoni Viadera i Surreu             | Novembre 1854        | Agost 1855            |                    |                                     |
| 26   |        | Josep Molins i Negre                | Agost 1855           | Juliol 1856           |                    |                                     |
| 27   |        | Francesc Permanyer i Tuyets         | Juliol 1856          | Octubre 1856          |                    |                                     |
| 28   |        | Ramon Figueras i Porret             | Octubre 1856         | Juliol 1858           |                    |                                     |
| 29   |        | Josep Santa-Maria i Gelbert         | Juliol 1858          | Abril 1863            |                    |                                     |
| 30   |        | Joan Baptista Madremany             | Abril 1863           | Desembre 1863         |                    |                                     |
| 31   |        | Valentí Cabello                     | Desembre 1863        | Febrer 1865           |                    |                                     |
| 32   |        | Antoni de Quevedo i Donis           | Febrer 1865          | Febrer 1866           |                    |                                     |
| 33   |        | Ramon de Mazón                      | Febrer 1866          | Agost 1866            |                    |                                     |
| 34   |        | Emili M. de Ortega                  | Agost 1866           | Octubre 1866          |                    |                                     |
| 35   |        | Lluís Rodríguez i Tréllez           | Octubre 1866         | Agost 1867            |                    |                                     |
| 36   |        | Joan López de Bustamante            | Agost 1867           | Octubre 1868          |                    |                                     |
| 37   |        | Salvador Maluquer i Aytés           | Octubre 1868         | Gener 1869            |                    |                                     |
| 38   |        | Francesc Sunyer i Capdevila         | Gener 1869           | Febrer 1869           |                    | Partit Republicà Democràtic Federal |
| 39   |        | Santiago Soler i Pla                | Febrer 1869          | Setembre 1869         |                    | Partit Republicà Democràtic Federal |
| 40   |        | Francesc Soler i Matas              | Setembre 1869        | Febrer 1872           |                    |                                     |
| 41   |        | Francesc Rius i Taulet              | Febrer 1872          | Febrer 1873           |                    |                                     |
| 42   |        | Narcís Buxó i Prats                 | Febrer 1873          | Agost 1873            |                    | Republicà                           |
| 43   |        | Miquel González i Sugranyes         | Agost 1873           | Gener 1874            |                    | Partit Republicà Democràtic Federal |
| 44   |        | Francesc Rius i Taulet              | Gener 1874           | Desembre 1874         |                    |                                     |
| 45   |        | Ot Ferrer i Nin                     | Desembre 1874        | Gener 1875            |                    | Partit Liberal Fusionista           |
| 46   |        | Ramon Maria de Sentmenat i Despujol | Gener 1875           | Maig 1876             |                    |                                     |
| 47   |        | Manuel Girona i Agrafel             | Maig 1876            | Març 1877             |                    | Partit Liberal Conservador          |
| 48   |        | Albert Faura i Aranyó               | Març 1877            | Juny 1879             |                    | Partit Liberal Conservador          |
| 49   |        | Enric de Duran i de Duran           | Juny 1879            | Març 1881             |                    | Partit Liberal Conservador          |
| 50   |        | Francesc Rius i Taulet              | Març 1881            | Febrer 1884           |                    |                                     |
| 51   |        | Albert Faura i Aranyó               | Febrer 1884          | Juliol 1884           |                    | Partit Liberal Conservador          |
| 52   |        | Joan Coll i Pujol                   | Juliol 1884          | Desembre 1885         |                    | Partit Liberal Conservador          |
| 53   |        | Francesc Rius i Taulet              | Desembre 1885        | Gener 1890            |                    |                                     |
| 54   |        | Fèlix Maciá i Bonaplata             | Gener 1890           | Juliol 1890           |                    | Partit Liberal Fusionista           |
| 55   |        | Joan Coll i Pujol                   | Juliol 1890          | Juliol 1891           |                    | Partit Liberal Conservador          |
| 56   |        | Manuel Porcar i Tió                 | Juliol 1891          | Novembre 1892         |                    | Partit Liberal Fusionista           |
| 57   |        | Domènec Martí i Gofau               | Novembre 1892        | Gener 1893            |                    | Partit Liberal Conservador          |
| 58   |        | Camil Fabra i Fontanills            | Gener 1893           | Abril 1893            |                    | Partit Liberal Fusionista           |
| 59   |        | Manuel Henrich i Girona             | Abril 1893           | Gener 1894            |                    | Partit Liberal Fusionista           |
| 60   |        | Josep Collaso i Gil                 | Gener 1894           | Abril 1895            |                    | Partit Liberal Fusionista           |
| 61   |        | Josep Maria Rius i Badia            | Abril 1895           | Juny 1896             |                    | Partit Liberal Conservador          |
| 62   |        | Josep Maria de Nadal i Vilardaga    | Juny 1896            | Juliol 1897           |                    | Partit Liberal Conservador          |
| 63   |        | Joan Coll i Pujol                   | Juliol 1897          | Octubre 1897          |                    | Partit Liberal Conservador          |
| 64   |        | Josep Collaso i Gil                 | Octubre 1897         | Abril 1898            |                    | Partit Liberal Fusionista           |
| 65   |        | Josep Griera i Dulcet               | Abril 1898           | Març 1899             |                    | Partit Liberal Conservador          |
| 66   |        | Bartomeu Robert i Yarzábal          | 14 de març de 1899   | Octubre de 1899       |                    |                                     |
| 67   |        | Josep Milà i Pi                     | Octubre 1899         | Novembre 1900         |                    |                                     |
| 68   |        | Joan Coll i Pujol                   | Novembre 1900        | Març 1901             |                    | Partit Liberal Conservador          |
| 69   |        | Joan Amat i Sormaní                 | Març 1901            | Desembre 1902         |                    | Partit Liberal Fusionista           |
| 70   |        | Josep Monegal i Nogués              | Desembre 1902        | Maig 1903             |                    | Partit Liberal Conservador          |
| 71   |        | Guillem de Boladeres i Romà         | Maig 1903            | Juliol 1904           |                    | Partit Liberal Conservador          |
| 72   |        | Gabriel Lluch i Anfruns             | Juliol 1904          | Juliol 1905           |                    | Partit Liberal Fusionista           |
| 73   |        | Ròmul Bosch i Alsina                | Juliol 1905          | Desembre 1905         |                    | Partit Liberal Fusionista           |
| 74   |        | Salvador de Samà i Torrents         | Desembre 1905        | Setembre 1906´        |                    | Partit Liberal Fusionista           |
| 75   |        | Domènec Sanllehy i Alrich           | Setembre 1906        | Maig 1908             |                    | Partit Liberal Conservador          |
| 76   |        | Albert Bastardas i Sampere          | Maig 1908            | Juliol 1909           |                    | Partit Republicà Autonomista        |
| 77   |        | Joan Coll i Pujol                   | Juliol 1909          | Novembre 1909         |                    | Partit Liberal Conservador          |
| 78   |        | Josep Collaso i Gil                 | Novembre 1909        | Febrer 1910           |                    | Partit Liberal Fusionista           |
| 79   |        | Josep Roig i Bergadà                | Febrer 1910          | Desembre 1910         |                    | Partit Liberal Fusionista           |
| 80   |        | Salvador de Samà i Torrents         | Desembre 1910        | Maig 1911             |                    | Partit Liberal Fusionista           |
| 81   |        | Joaquim Sostres i Rey               | Desembre 1911        | Abril 1913            |                    | Partit Liberal Fusionista           |
| 82   |        | Josep Collaso i Gil                 | Abril 1913           | Novembre 1913         |                    | Partit Liberal Fusionista           |
| 83   |        | Joaquim Sagnier i Villavecchia      | Novembre 1913        | Juliol 1914           |                    | Partit Liberal Conservador          |
| 84   |        | Guillem de Boladeres i Romà         | Juliol 1914          | Juliol 1915           |                    | Partit Liberal Conservador          |
| 85   |        | Antoni Martínez i Domingo           | Juliol 1915          | Febrer 1916           |                    | Partit Liberal Conservador          |
| 86   |        | Manuel Rius i Rius                  | Febrer 1916          | Juny 1917             |                    | Centre Nacionalista Republicà       |
| 87   |        | Antoni Martínez i Domingo           | Juny 1917            | Juliol 1917           |                    | Partit Liberal Conservador          |
| 88   |        | Lluís Duran i Ventosa               | Juliol 1917          | Desembre 1917         |                    | Lliga Regionalista                  |
| 89   |        | Juan José Rocha i García            | Desembre 1917        | Gener 1918            |                    | Partit Republicà Radical            |
| 90   |        | Manuel Morales i Pareja             | Gener 1918           | Maig 1919             |                    | Partit Republicà Radical            |
| 91   |        | Antoni Martínez i Domingo           | Maig 1919            | Maig 1922             |                    | Lliga Regionalista                  |
| 92   |        | Ferran Fabra i Puig                 | Maig 1922            | 1 d'octubre de 1923   |                    | Partit Liberal Fusionista           |
| 93   |        | Josep Banqué i Feliu                | 8 d'octubre de 1923  | 16 d'octubre de 1923  |                    | Dictadura de Primo de Rivera        |
| 94   |        | Fernando Álvarez de La Campa        | 16 d'octubre de 1923 | Setembre 1924         |                    | Dictadura de Primo de Rivera        |
| 95   |        | Darius Rumeu i Freixa               | Setembre 1924        | Febrer 1930           |                    | Dictadura de Primo de Rivera        |
| 96   |        | Joan Antoni Güell i López           | Febrer 1930          | 14 d'abril de 1931    | Lliga Regionalista |                                     |

### Segle XX - XXI
| Núm.                                     | Retrat                             | Nom                                | Naixement i mort                                                     | Inici de mandat                    | Fi de mandat                               | Partit                             | Partit                                         |
| II República Espanyola (1931-1939)       | II República Espanyola (1931-1939) | II República Espanyola (1931-1939) | II República Espanyola (1931-1939)                                   | II República Espanyola (1931-1939) | II República Espanyola (1931-1939)         | II República Espanyola (1931-1939) | II República Espanyola (1931-1939)             |
| ---------------------------------------- | ---------------------------------- | ---------------------------------- | -------------------------------------------------------------------- | ---------------------------------- | ------------------------------------------ | ---------------------------------- | ---------------------------------------------- |
| 97                                       |                                    | Jaume Aiguader i Miró              | 24 de juliol de 1882, Reus – 30 de maig de 1943, Mèxic               | 14 d'abril de 1931                 | 1 de febrer de 1934 (2 anys, 293 dies)     |                                    | Esquerra Republicana de Catalunya              |
| 98                                       |                                    | Carles Pi i Sunyer                 | 29 de febrer de 1888, Barcelona - 15 de març de 1971, Caraques       | 1 de febrer de 1934                | 7 d'octubre de 1934 (0 anys, 248 dies)     |                                    | Esquerra Republicana de Catalunya              |
| 99                                       |                                    | José Martínez Herrera              | -                                                                    | 7 d'octubre de 1934                | 13 de gener de 1935 (0 anys, 98 dies)      |                                    | Militar interí                                 |
| 100                                      |                                    | Joan Pich i Pon                    | 1 de març de 1878, Barcelona - 21 de maig de 1937, París             | 13 de gener de 1935                | 30 d'octubre de 1935 (0 anys, 290 dies)    |                                    | Partit Republicà Radical                       |
| 101                                      |                                    | Francesc Jaumar i de Bofarull      | -                                                                    | 30 d'octubre de 1935               | 24 de desembre de 1935 (0 anys, 55 dies)   |                                    | Acció Popular Catalana                         |
| 102                                      |                                    | Ramon Coll i Rodés                 | 1883 Lloret de Mar – 1948 Barcelona                                  | 24 de desembre de 1935             | 17 de febrer de 1936 (0 anys, 55 dies)     |                                    | Lliga Catalana                                 |
| 103                                      |                                    | Carles Pi i Sunyer 2n mandat       | 29 de febrer de 1888, Barcelona - 15 de març de 1971, Caraques       | 17 de febrer de 1936               | 1 de juliol de 1937 (1 any, 134 dies)      |                                    | Esquerra Republicana de Catalunya              |
| 104                                      |                                    | Hilari Salvadó i Castell           | 16 de febrer de 1899, Barcelona - 20 de febrer de 1966, Barcelona    | 1 de juliol de 1937                | 26 de gener de 1939 (1 any, 209 dies)      |                                    | Esquerra Republicana de Catalunya              |
| Dictadura del General Franco (1939-1979) |                                    |                                    |                                                                      |                                    |                                            |                                    |                                                |
| 105                                      |                                    | Miquel Mateu i Pla                 | 16 de juny de 1898, Barcelona – 1 d'octubre de 1972 Barcelona        | 27 de gener de 1939                | 18 d'abril de 1945 (6 anys, 81 dies)       |                                    | Falange Española Tradicionalista y de las JONS |
| 106                                      |                                    | Josep Maria Albert i Despujol      | 24 d'abril de 1886, Barcelona – 24 de març de 1952 Barcelona         | 18 d'abril de 1945                 | 6 de març de 1951 (5 anys, 322 dies)       |                                    | Falange Española Tradicionalista y de las JONS |
| 107                                      |                                    | Antoni Maria Simarro i Puig        | 1896, Barcelona – 1969, Barcelona                                    | 6 de març de 1951                  | 19 de març de 1957 (6 anys, 13 dies)       |                                    | Falange Española Tradicionalista y de las JONS |
| 108                                      |                                    | Josep Maria de Porcioles i Colomer | 15 de juliol de 1904, Amer – 3 de setembre de 1993, Vilassar de Dalt | 19 de març de 1957                 | 17 de maig de 1973 (16 anys, 59 dies)      |                                    | Falange Española Tradicionalista y de las JONS |
| 109                                      |                                    | Enric Massó i Vázquez              | 1924 Barcelona - 18 de novembre de 2009, Barcelona                   | 17 de maig de 1973                 | 18 d'agost de 1975 (2 anys, 93 dies)       |                                    | Falange Española Tradicionalista y de las JONS |
| 110                                      |                                    | Joaquim Viola i Sauret             | 26 de juny de 1913, Cebreros – 25 de gener de 1978, Barcelona        | 18 de setembre de 1975             | 6 de desembre de 1976 (1 any, 79 dies)     |                                    | Falange Española Tradicionalista y de las JONS |
| 111                                      |                                    | Josep Maria Socías i Humbert       | 24 d'agost de 1937 Barcelona - 3 de novembre de 2008 Barcelona       | 6 de desembre de 1976              | 6 de gener de 1979 (2 anys, 31 dies)       |                                    | Falange Española y de las JONS                 |
| 112                                      |                                    | Manuel Font i Altaba               | 4 de febrer de 1922 Barcelona - 30 d'abril de 2005 Barcelona         | 6 de gener de 1979                 | 19 d'abril de 1979 (0 anys, 103 dies)      |                                    | Independent Dictadura                          |
| Règim constitucional democràtic de 1978  |                                    |                                    |                                                                      |                                    |                                            |                                    |                                                |
| 113                                      |                                    | Narcís Serra i Serra               | 30 de maig de 1943 Barcelona                                         | 19 d'abril de 1979                 | 2 de desembre de 1982 (3 anys, 227 dies)   |                                    | Partit dels Socialistes de Catalunya-PSOE      |
| 114                                      |                                    | Pasqual Maragall i Mira            | 13 de gener de 1941 Barcelona                                        | 2 de desembre de 1982              | 26 de setembre de 1997 (14 anys, 299 dies) |                                    | Partit dels Socialistes de Catalunya-PSOE      |
| 115                                      |                                    | Joan Clos i Matheu                 | 29 de juny de 1949 Parets del Vallès                                 | 27 de setembre de 1997             | 8 de setembre de 2006 (8 anys, 346 dies)   |                                    | Partit dels Socialistes de Catalunya-PSOE      |
| 116                                      |                                    | Jordi Hereu i Boher                | 14 de juny de 1965 Barcelona                                         | 8 de setembre de 2006              | 1 de juliol de 2011 (4 anys, 296 dies)     |                                    | Partit dels Socialistes de Catalunya-PSOE      |
| 117                                      |                                    | Xavier Trias i Vidal de Llobatera  | 5 d'agost de 1946 Barcelona                                          | 1 de juliol de 2011                | 13 de juny de 2015 (3 anys, 347 dies)      |                                    | Convergència i Unió                            |
| 118                                      |                                    | Ada Colau i Ballano                | 3 de març de 1974 Barcelona                                          | 13 de juny de 2015                 | 17 de juny de 2023 (8 anys, 4 dies)        |                                    | Barcelona en Comú                              |
| 119                                      |                                    | Jaume Collboni i Cuadrado          | 5 de setembre de 1969 Barcelona                                      | 17 de juny de 2023                 | En el càrrec(2 anys, 45 dies)              |                                    | Partit dels Socialistes de Catalunya-PSOE      |